# Aeropuerto de Albury
El Aeropuerto de Albury (IATA: ABX, OACI: YMAY) es un aeropuerto regional ubicado cerca de Albury, Nueva Gales del Sur, Australia. El aeropuerto también da servicio a la ciudad adyacente a Albury de Wodonga, Victoria. 
La terminal de pasajeros ha sido recientemente ampliada para incorporar los nuevos requisitos de accesos de seguridad y buscando ampliar el número de vuelos. La mejora de la terminal fue inaugurada el 23 de octubre de 2009. El aeropuerto alberga la estación meteorológica oficial de Albury-Wodonga.
El aeropuerto es servido dos veces al día por Virgin Australia quien utiliza aviones Embraer 190 de 104 plazas a Sídney siendo la única aerolínea que opera aviones a reacción en el aeropuerto; QantasLink utiliza una combinación de aviones Dash 8-300s de cincuenta asientos y Dash 8-400s de setenta y dos a Sídney; Regional Express (REX) efectúa servicios con Saab 340s de treinta y seis plazas a Sídney y Melbourne y Brindabella Airlines los hace con Metroliners de diecinueve asientos a Canberra.
Virgin Australia inició sus vuelo a Albury el 5 de febrero de 2008 (como Virgin Blue) con dos vuelos diarios usando el Embraer 170. Fue la primera (y hasta ahora la única) aerolíneas en operar aviones a reacción desde el aeropuerto. Desde el lanzamiento de los servicios, las tarifas se han reducido significativamente. La aerolínea afirmó que iniciaría nuevas rutas y más servicios desde Albury si bien, en abril de 2010, los servicios aún no habían hecho acto de presencia. Tras el lanzamiento del servicio, la aerolínea puso a la venta mil billetes a un coste de un céntimo siendo la tarifa más barata que ha existido en el aeropuerto.

## Aerolíneas y destinos
| Aerolíneas   | Destinos                              |
| ------------ | ------------------------------------- |
| QantasLink   | Adelaida, Brisbane, Melbourne, Sídney |
| Rex Airlines | Sídney                                |

El aeropuerto también cuenta con vuelos chárter, de carga, agriculturales, y aviación general. Hasta el 4 de marzo de 2002 Kendell Airlines había operado en Albury, efectuando vuelos a Sídney y Melbourne; hasta el 14 de septiembre de 2001 Kendell también había operado a Brisbane y Adelaida desde Albury.

## Operaciones
| Posición | Aeropuerto                               | Pasajeros | % Cambio | Aerolíneas                                     |
| -------- | ---------------------------------------- | --------- | -------- | ---------------------------------------------- |
| 1        | Nueva Gales del Sur Aeropuerto de Sídney | 244.800   | 4,3      | Virgin Australia, QantasLink, Regional Express |

| Año     | Pasajeros |
| ------- | --------- |
| 2001-02 | 122.493   |
| 2002-03 | 130.865   |
| 2003-04 | 158.489   |
| 2004-05 | 184.607   |
| 2005-06 | 198.020   |
| 2006-07 | 212.264   |
| 2007-08 | 247.144   |
| 2008-09 | 282.451   |
| 2009-10 | 285.353   |

## Incidentes y accidentes
- El 11 de noviembre de 1998, un Saab 340 turbohélice de Kendell Airlines (Registro VH-LPI) entró en una situación peligrosa de pérdida donde los pilotos perdieron el control de la aeronave durante cerca de diez segundos debido a las condiciones de helada que experimentaron en ruta cerca del Lago Eildon en vuelo regular desde Albury a Melbourne. El único tripulante de cabina resultó herido menor cuando el avión cayó 2.300 pies (aproximadamente 700 metros). Ninguno de los veintiocho pasajeros resultó herido, y el vuelo continuó al aeropuerto de Melbourne.[8][9]

## Galería

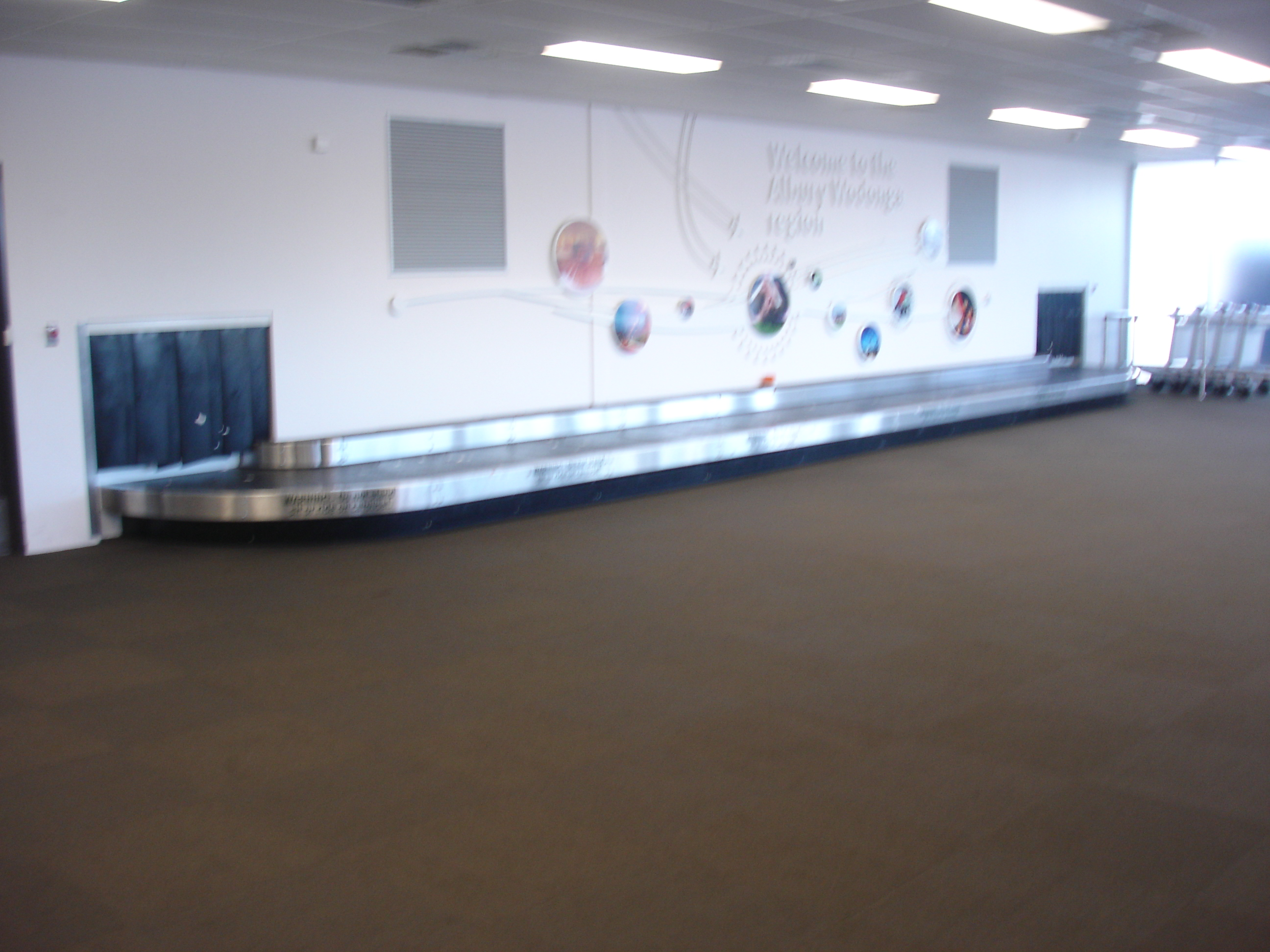
El hipódromo de equipajes
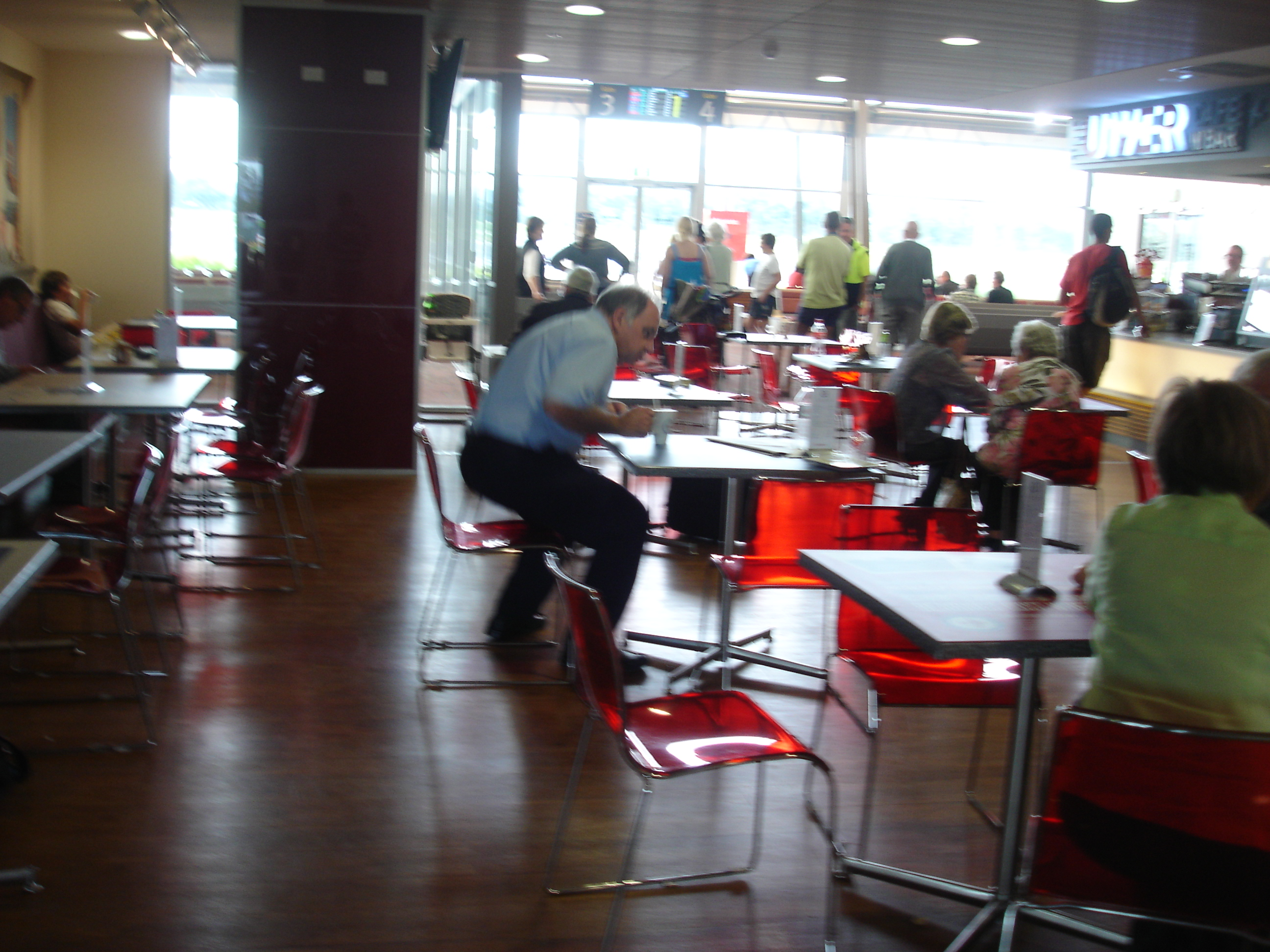
Vista de la cafetería y las dos puertas no controladas
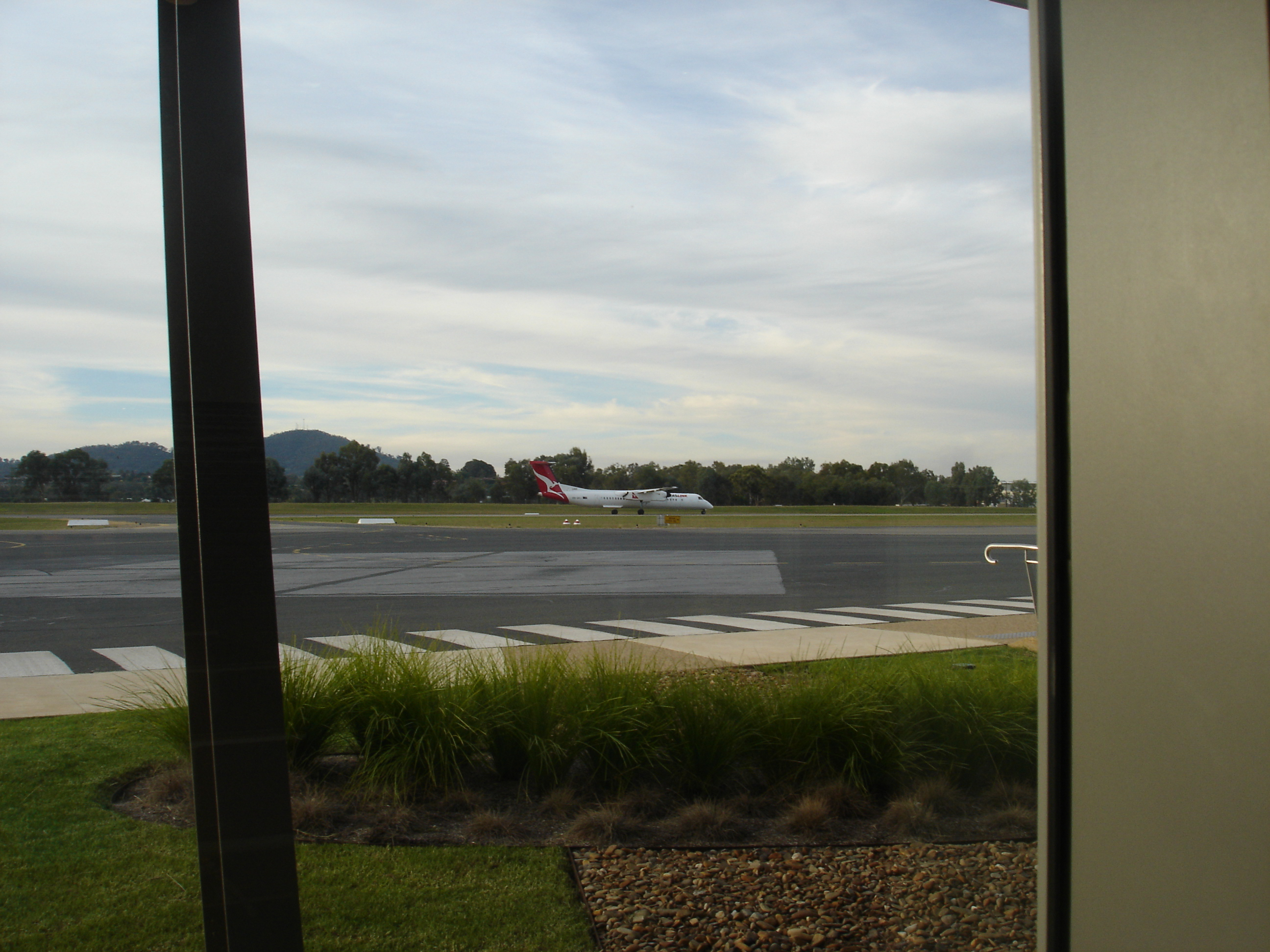
Avión de QantasLink despegando
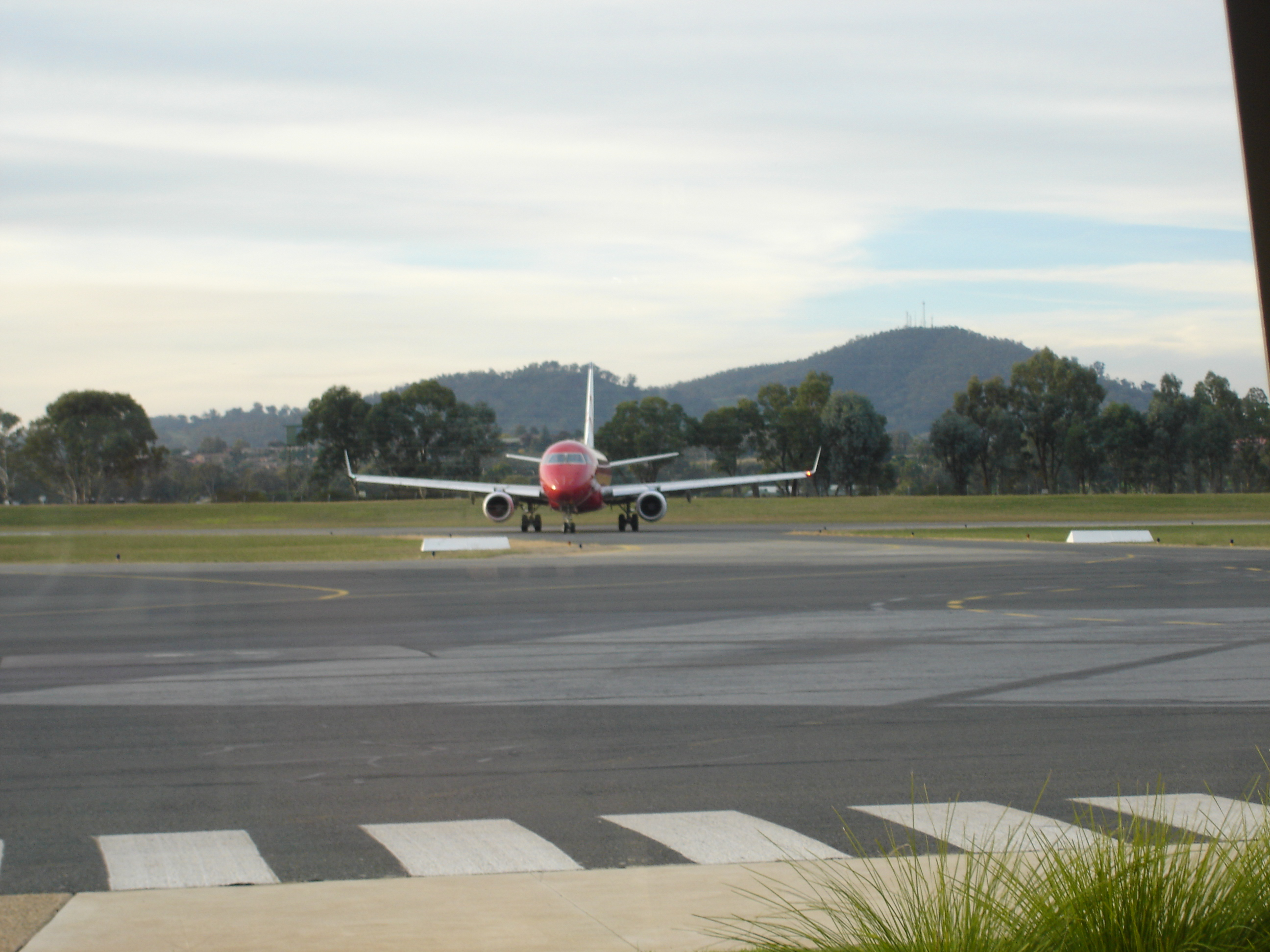
Avión de Virgin Blue llegando a Albury
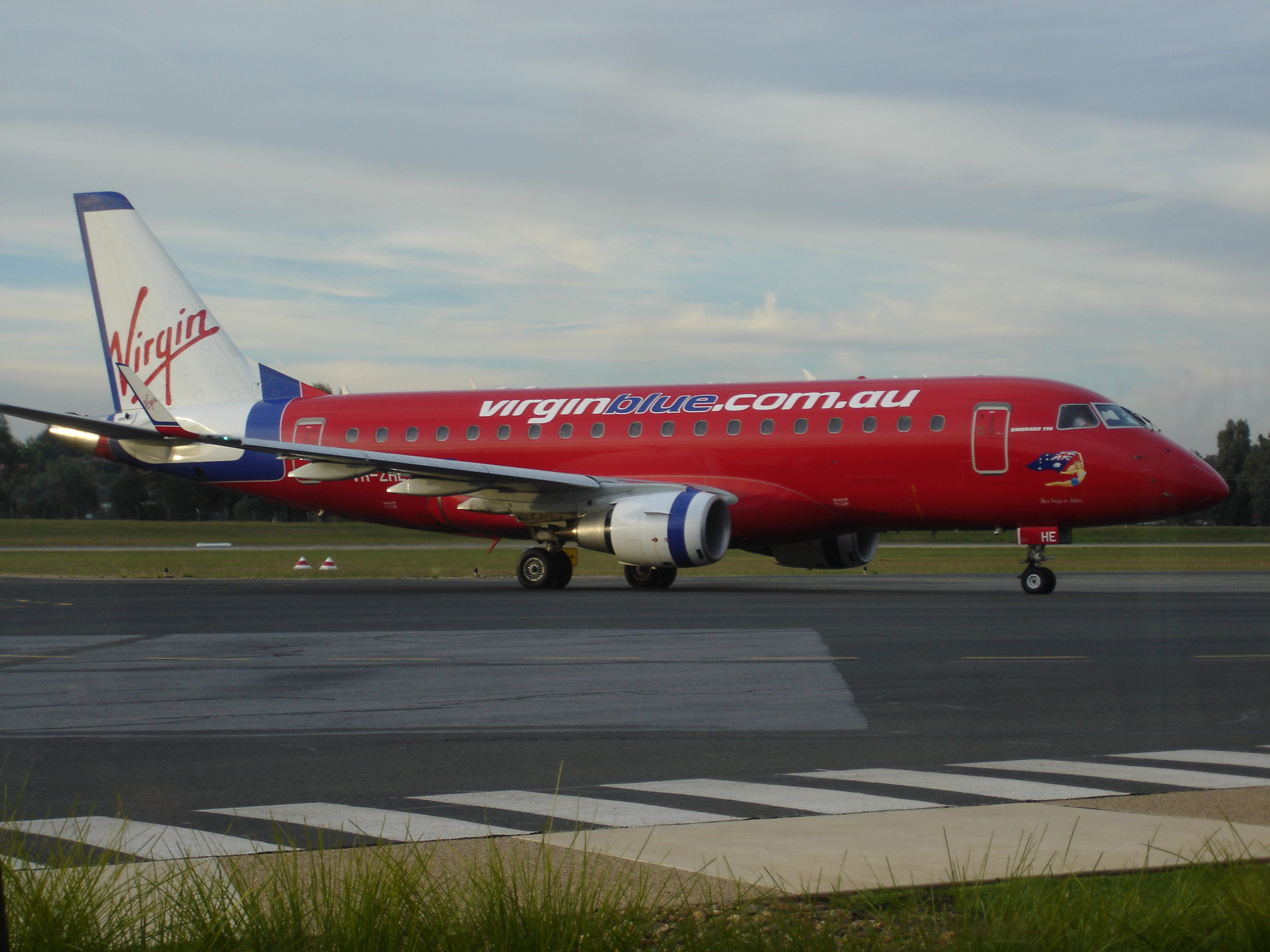
Avión de Virgin Blue rodando por el aeropuerto de Albury
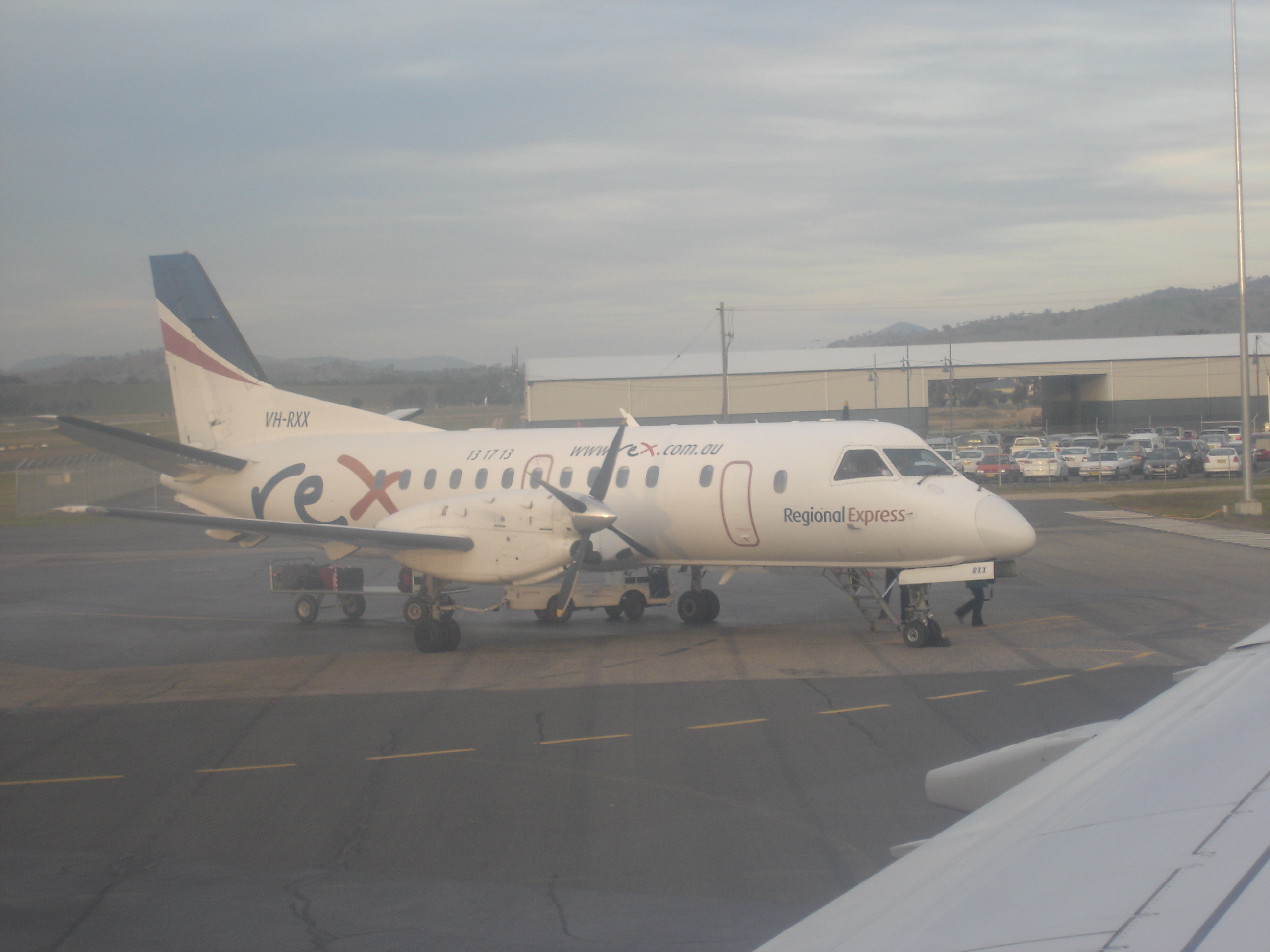
Avión de Regional Express con pasajeros desembarcando
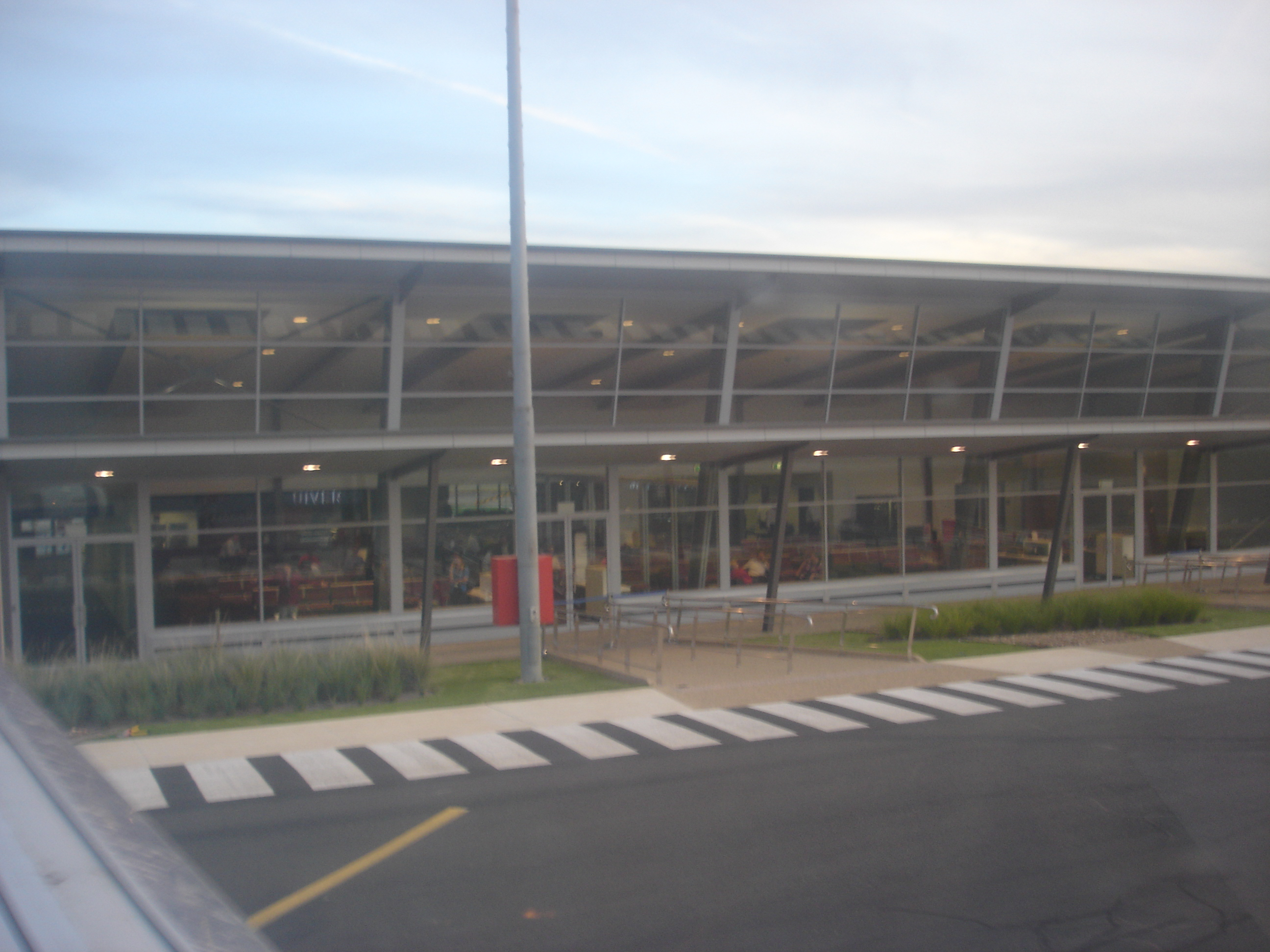
Vista de la terminal del aeropuerto de Albury desde el avión
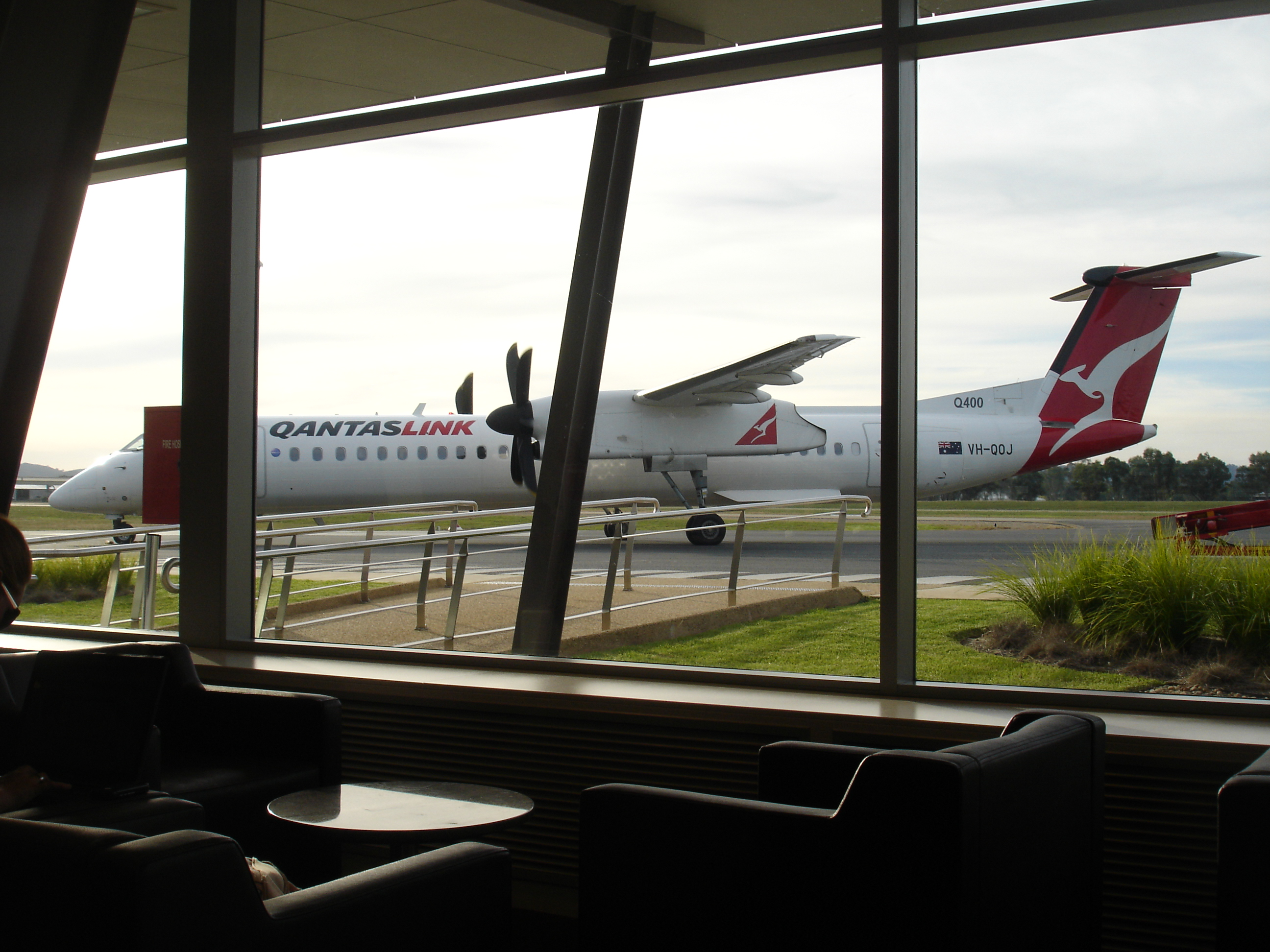
Q400 de QantasLink
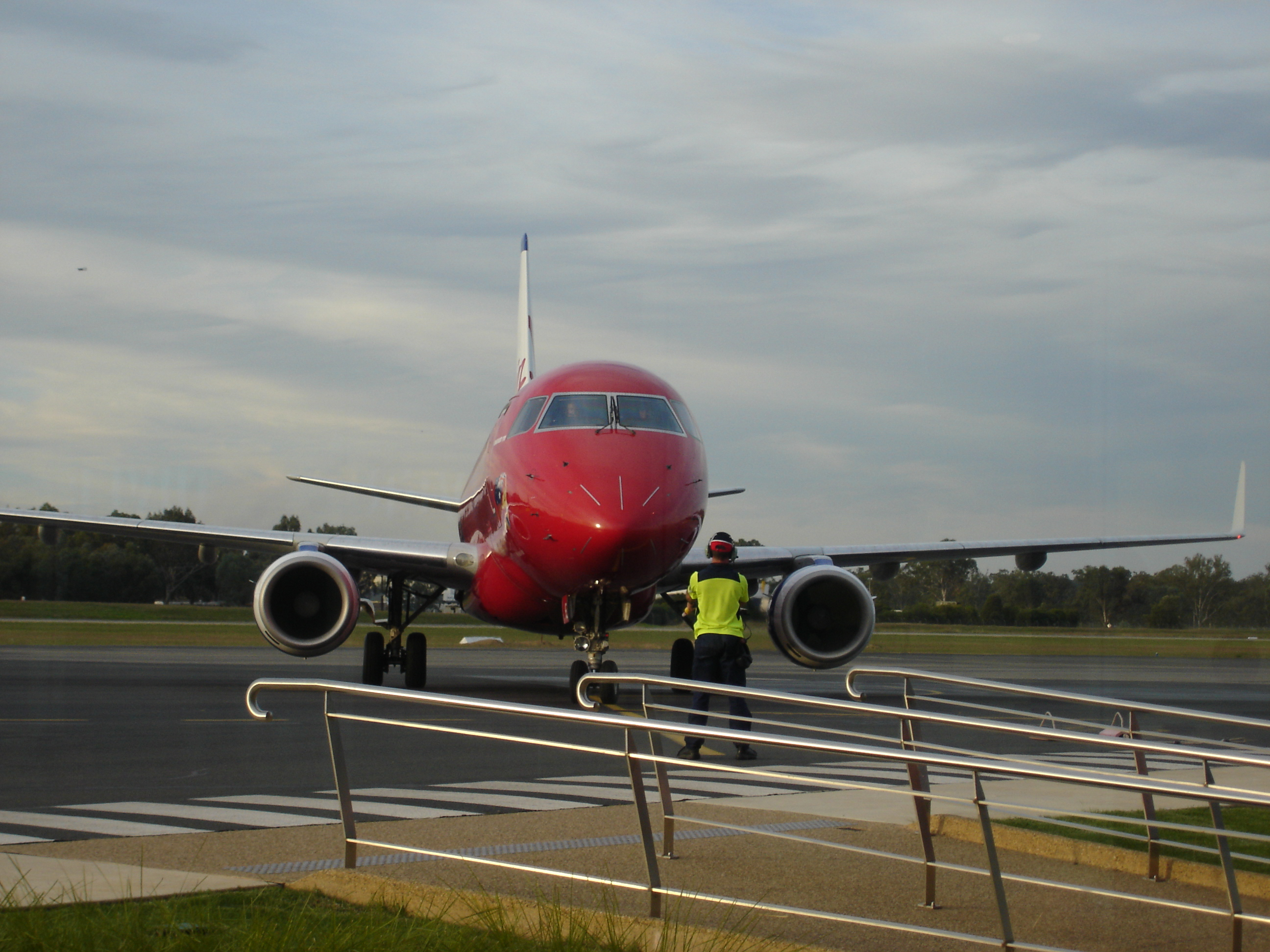
Avión de Virgin Blue anexo a la terminal